# Sword Gai
Sword Gai (ソードガイ 装刀凱?, Sōdo Gai) è un manga scritto da Toshiki Inoue e disegnato da Osamu Kine, serializzato sulla rivista Hero's della Shogakukan dal 2012. Un adattamento anime, prodotto da LandQ studios in collaborazione con DLE e Production I.G e inizialmente annunciato come una serie televisiva per il 2016 e poi per il 2017, è stato pubblicato in streaming da Netflix il 23 marzo 2018.

## Manga
Il manga, scritto da Toshiki Inoue e disegnato da Osamu Kine in base al character design originale sviluppato da Keita Amemiya, ha iniziato la serializzazione sulla rivista Hero's della Shogakukan nel 2012. Il primo volume tankōbon è stato pubblicato il 5 giugno 2013 e il 5 novembre 2015 si è completato col sesto volume.

### Volumi
| Nº | Data di prima pubblicazione | Data di prima pubblicazione | Data di prima pubblicazione |
| Nº | Giapponese                  | Giapponese                  |                             |
| -- | --------------------------- | --------------------------- | --------------------------- |
| 1  | 5 giugno 2013               | ISBN 978-4-86468-333-3      |                             |
| 2  | 4 ottobre 2013              | ISBN 978-4-86468-345-6      |                             |
| 3  | 5 aprile 2014               | ISBN 978-4-86468-362-3      |                             |
| 4  | 4 ottobre 2014              | ISBN 978-4-86468-385-2      |                             |
| 5  | 5 marzo 2015                | ISBN 978-4-86468-403-3      |                             |
| 6  | 5 novembre 2015             | ISBN 978-4-86468-439-2      |                             |

## Anime

### Episodi
| Nº | Titolo italiano | In onda       | In onda       |
| Nº | Titolo italiano | Giapponese    | Italiano      |
| 1  | Episodio 1      | 23 marzo 2018 | 23 marzo 2018 |
| 2  | Episodio 2      | 23 marzo 2018 | 23 marzo 2018 |
| 3  | Episodio 3      | 23 marzo 2018 | 23 marzo 2018 |
| 4  | Episodio 4      | 23 marzo 2018 | 23 marzo 2018 |
| 5  | Episodio 5      | 23 marzo 2018 | 23 marzo 2018 |
| 6  | Episodio 6      | 23 marzo 2018 | 23 marzo 2018 |
| 7  | Episodio 7      | 23 marzo 2018 | 23 marzo 2018 |
| 8  | Episodio 8      | 23 marzo 2018 | 23 marzo 2018 |
| 9  | Episodio 9      | 23 marzo 2018 | 23 marzo 2018 |
| 10 | Episodio 10     | 23 marzo 2018 | 23 marzo 2018 |
| 11 | Episodio 11     | 23 marzo 2018 | 23 marzo 2018 |
| 12 | Episodio 12     | 23 marzo 2018 | 23 marzo 2018 |

### Stagione 2
| Nº | Titolo italiano | In onda        | In onda        |
| Nº | Titolo italiano | Giapponese     | Italiano       |
| 1  | Episodio 1      | 30 luglio 2018 | 30 luglio 2018 |
| 2  | Episodio 2      | 30 luglio 2018 | 30 luglio 2018 |
| 3  | Episodio 3      | 30 luglio 2018 | 30 luglio 2018 |
| 4  | Episodio 4      | 30 luglio 2018 | 30 luglio 2018 |
| 5  | Episodio 5      | 30 luglio 2018 | 30 luglio 2018 |
| 6  | Episodio 6      | 30 luglio 2018 | 30 luglio 2018 |
| 7  | Episodio 7      | 30 luglio 2018 | 30 luglio 2018 |
| 8  | Episodio 8      | 30 luglio 2018 | 30 luglio 2018 |
| 9  | Episodio 9      | 30 luglio 2018 | 30 luglio 2018 |
| 10 | Episodio 10     | 30 luglio 2018 | 30 luglio 2018 |
| 11 | Episodio 11     | 30 luglio 2018 | 30 luglio 2018 |
| 12 | Episodio 12     | 30 luglio 2018 | 30 luglio 2018 |